# Диксон-фьорд
Диксон-фьорд (норв. Dicksonfjorden) — фьорд, врезающийся в побережье острова Западный Шпицберген (архипелаг Шпицберген, Норвегия).
Диксон-фьорд является одним из ответвлений Ис-фьорда. Он расположен между Землёй Диксона и Землёй Якова I. Назван в честь барона Оскара Диксона (1823—1897), шведского магната, который спонсировал многие арктические экспедиции во второй половине XIX века.